# Ришард Гонтаж
Ришард Гонтаж (пол. Ryszard Gontarz; 5 липня 1930, Дубно — 17 серпня 2017, Варшава) — польський журналіст, кіносценарист, функціонер спецслужб Міністерства громадської безпеки (МГБ) та Служби безпеки (СБ), націонал-комуністичний політик часів ПНР. Активний учасник антисемітської кампанії 1968 року. У 1970-х роках виступав проти Едварда Герека та його політики. Один із лідерів ортодоксально-догматичного «партійного бетону» ПОРП на початку 1980-х років. Засновник Асоціації «Реальність», непримиренний противник руху Солідарність і «ліберального крила ПОРП». Критично ставився до правління генерала Ярузельського.

## Походження та служба у МГБ
Народився у сім'ї унтерофіцера польської армії. За німецької окупації батько Ришарда Гонтажа перебував у Союзі збройної боротьби та загинув у польському Опорі. Двоюрідний брат був командиром партизанського загону Армії Крайова (АК). Після загибелі батька Ришард займався селянською працею, підтримуючи матір і двох сестер. Деякий час був партизанським зв'язковим АК, але після війни став орієнтуватися на нову комуністичну владу.
У травні 1948 року Ришард Гонтаж вступив до урядущої компартії ПРП, з грудня — ПОРП. У партію приймали з двадцятирічного віку, тому в анкеті Гонтаж додав собі два роки. За партійним набором Ришард Гонтаж був направлений на службу до Міністерства громадської безпеки (МГБ).
З 14 вересня 1948 року до 31 грудня 1949 року Гонтаж служив у Красниставському повітському управлінні МГБ. За його словами, брав участь в озброєних операціях проти повстанського руху «Свобода та Незалежність» (WiN). Згідно з службовою документацією, займався в основному збором інформації від джерел, проявляв у цьому ефективність. Є дані щодо участі Гонтажа у допитах заарештованих зі застосуванням фізичного насильства. У зв'язку з цим заводилося службове розслідування, але було закрито без наслідків.
З іншого боку, досконало відомо, що Гонтаж назвав «катами з замку» охоронців в'язниці, розташованої у Люблінському замку. Наприкінці 1949 року з'ясувалося, що при вступі на службу Гонтаж приховав «політичну неблагонадійність» батька та двоюрідного брата. Його самого звинувачували у зв'язку з АК і навіть з WiN. Гонтаж був заарештований, два тижні провів у в'язниці, потім звільнений з органів МГБ. Після цього він написав листа міністру громадської безпеки Станіславу Радкевичу — з проханням відновити на службі та випробувати на будь-яких завданнях. Лист не вплинув.

## Журналістика та служба у СБ
Ришард Гонтаж перебрався до Варшави та влаштувався у газету «Sztandar Młodych» («Прапор молодих»), орган Спілки польської молоді (польський комсомол). Швидко набув репутації висококваліфікованого журналіста. Дотримувався сталінських поглядів, повністю підтримував режим Болеслава Берута. Закликав польських патріотів, зокрема колишніх бійців АК, визнати ПНР як свою національну державу. Вів пропаганду проти польської католицької церкви.
У 1956 році, після смерті Берута, до влади прийшов Владислав Гомулка. Почалися процеси польської десталінізації. Ришард Гонтаж подав заяву на реабілітацію — своє звільнення з МГБ він вважав за політичне переслідування. При цьому Гонтаж писав, що «кон'юнктурник вважав за краще забути про скоєну несправедливість, але кон'юнктурність несумісна зі званням комуніста». Заява Гонтажа була задоволена. Він продовжував працювати у комсомольському виданні, публікував антицерковні статті. В одному випадку стаття Гонтажа призвела до кримінальної справи проти парафіяльного ксьондза. Поступово Гонтаж відновлював контакти в органах держбезпеки, координував з ними свою журналістську діяльність.
Через кілька років, у лютому 1962 року, він повернувся в органи — тепер Службу безпеки ПНР (СБ МВС). Протекцію йому надав впливовий функціонер I департаменту СБ МВС (розвідка) підполковник Владислав Валицький. Важливим аргументом стала журналістська кваліфікація Гонтажа. Він був зарахований до I департаменту під псевдонімом «Ясинський».
Служба Ришарда Гонтажа у СБ МВС тривала лише вісім місяців. Він встиг отримати лише перший офіцерський чин підпоручика. 20 жовтня 1962 року Гонтаж був вдруге звільнений з органів — цього разу за хибні відомості про здобуття середньої освіти (у нього не виявилося навіть шкільного атестата). Проте у документах на звільнення обговорювалося позаштатне оперативне використання. Як секретний співробітник Гонтаж отримав новий псевдонім «Воланін».
Ришард Гонтаж повернувся до редакції «Sztandar Młodych». Інформував СБ про настрої у журналістському середовищі. Однак його матеріали були, як правило, малозмістовними. Куратори розуміли причину: «Воланін озлоблений на нас, бо сподівався бути штатним офіцером на іноземному об'єкті — чого не відбулося». У січні 1966 року агентурну справу Воланіна відправили в архів.

## Роль у кризі 1968 року
Всепольської популярності Ришард Гонтаж досяг у березневу кризу 1968 року. Він виступав як один із флагманів антисемітської й антиінтелігентської кампанії, розгорнутої з санкції Гомулки. Статті Гонтажа у «Sztandar Młodych» іноді текстуально копіювали рапорти й інструкції начальника ІІІ (політичного) департаменту РБ МВС полковника Генрика Пентека. Гонтаж пафосно викривав «ізраїльську агресію» та польських «сіоністських агентів, які тріумфують від перемог ізраїльської армії» (польська політична криза виникла незабаром після Шестиденної війни). Об'єктами персональних нападок Гонтажа ставали такі діячі, як редактор тижневика ПОРП «Polityka» Мечислав Раковський (у майбутньому передостанній прем'єр-міністр ПНР й останній перший секретар ЦК ПОРП), письменниця єврейського походження Ізабела Стахович (у минулому учасниця партизанського руху Армії Людова та капітан міліції).
Згодом стали відомі записки Гонтажа, адресовані партійним керівникам і високопоставленим функціонерам МВС — Владиславу Віхе, Мечиславу Мочару, Францишеку Шляхцицю, Казимежу Віташевському, Вінценті Краско, Ришарду Матеєвському. Складені за оперативними методиками СБ ці тексти докладно перераховували «просіоністські» виступи та їхніх учасників. Згодом зазначалося, що Гонтаж не отримував такого завдання: «Це було не „оперативним заходом“, а політичною акцією».
Участь у подіях 1968 року зміцнила соціальний статус і політичне становище Гонтажа. Він показав надзвичайні організаторські здібності й агітаційну харизму, налагодив зв'язки у партапараті, органах держбезпеки та пропаганди. Зі звичайного комсомольського журналіста Гонтаж перетворився на авторитетного націонал-комуністичного політика. Формально він був причетний до внутрішньої боротьби ПОРП. Але його позиція цілком збігалася із «фракцією партизанів», на чолі якої стояв могутній секретар ЦК ПОРП із силових структур Мечислав Мочар. Особисті приятельські стосунки Гонтажа з впливовим секретарем ЦК ПОРП з ідеології та пропаганди Стефаном Ольшовським. У кадровій політиці партійного керівництва Гонтаж став розглядатися як ефективний організатор кризових ситуацій.

## Ідеологізована кінематографія
На позиціях націонал-комунізму була помітна частина творчої інтелігенції ПНР. Ришард Гонтаж встановив контакти та в цьому середовищі. Його сподвижниками стали відомі кінематографісти Богдан Поремба, Ришард Філіпський, Януш Кідава, Кшиштоф Войцеховський. У співпраці з ними та за погодженням з функціонерами МВС і партапарату Гонтаж написав кілька кіносценаріїв. Найбільш відомі «Два пани N» (1961, детектив; органи держбезпеки викривають шпигуна, який намагається вивести з країни секретні документи), «Ціна життя та смерті» (1968, документалістика; про допомогу поляків євреям у роки нацистської окупації), «Антики» (1977, детектив; про розкриття органами держбезпеки контрабанди антикваріату), «Де вода чиста та трава зелена» (1977, соціальна драма; про боротьбу молодого секретаря міськкому проти зловживань міської адміністрації), «Державний переворот» (1980, історичний; про Травневий переворот Юзефа Пілсудського у 1926 році), «Хто ти є» (1981, дитячий пізнавальний; нарис історії Польщі через показ музейної екскурсії).
Усі ці фільми витримувалися у певному ідеологічному річищі: відкидання звинувачень в антисемітизмі, позитивний показ діяльності Скоро буду! та партійної номенклатури, історична політика в інтерпретації керівництва ПОРП. Особливого значення мав «Державний переворот» з негативною оцінкою Пілсудського, його прихильників та режиму Санації. Таким чином, кінематографія Ришарда Гонтажа була продовженням його публіцистики та політичної активності.
На зніманні «Державного перевороту» Ришард Гонтаж познайомився з Малґожатою Кідава-Блоньською — правнучкою президента Другої Речі Посполитої Станіслава Войцеховського, майбутнім маршалом сейму Третьої Речі Посполитої. Була зроблена спільна фотографія, яка перетворилася на політичний компромат через тридцять років.

## Ортодоксальний опозиціонер
У грудні 1970 року влада ПНР придушила військовою силою робітничі протести на Балтійському узбережжі. Ці події призвели до відставки Гомулки та більшої частини його оточення, включно з Мочаром. Новим першим секретарем ЦК ПОРП став Едвард Герек. Партійна політика помітно змінилася: знизився ідеологічний тиск на суспільство, перший план вийшов курс соціального маневрування. Ришард Гонтаж був прихильником більш жорстких моделей «реального соціалізму» та комуністичної держави. Тому до курсу Герека він ставився критично.
Становище загострилося з 1976 року, коли вже гереківське керівництво змушене було придушувати робочі протести у Варшаві та Радомі. З одного боку, активізувалися опозиційні сили: було створено КОС-КОР, КНП, Вільні профспілки Узбережжя. З іншого боку, відкрито заявили про себе ортодоксально-сталінські та націонал-комуністичні групи. Вони орієнтувалися на таких діячів, як Мечислав Мочар, Стефан Ольшовський, Тадеуш Грабський, Мирослав Мілевський. У цьому середовищі Ришард Гонтаж взяв роль організатора.
Наприкінці 1976 року з ініціативи Гонтажа з'явився «Лист 2000» — публічний маніфест консервативних кіл ПОРП. Гонтаж і його однодумці виступали як «патріотичні ліві». Вони різко критикували не тільки КОС-КОР («антисоціалістичну й антипольську організацію, пов'язану з імперіалізмом і сіонізмом»), але ще більшою мірою — гереківське керівництво (за «корупцію, кумівство, нерівність, ігнорування критики, відсутність висновків з подій 1976 року»). При цьому «Лист 2000» відмежовувався від сталінізму, закликав до демократизації партії та країни, прирівнював до сталіністів «антисоціалістичних» дисидентів. Такий креативний підхід був характерним для журналістського та політичного стилю Гонтажа. Але зміст «Листа 2000» було зрозуміло однозначно: націонал-комуністи виступали за посилення режиму ПНР.
Перед VIII з'їздом ПОРП 1979 року Гонтаж ініціював наступну публічну акцію — «Лист 44-х». Група відомих діячів науки та культури вимагала посилити партійно-ідеологічний контроль, посилити цензуру, припинити друк книг Славомира Мрожека та показ фільмів Анджея Вайди, затвердити інформаційне та культурне головування носіїв марксизму-ленінізму. Серед тих, хто підписався, були Гонтаж, Поремба, Філіпський. Виступи під егідою Гонтажа демонстрували наявність у ПОРП впливового консервативно-догматичного крила.

## «Сірий кардинал „бетону“»

### Організатор догматизму
У серпні 1980 року масовий страйковий рух призвів до створення незалежної профспілки Солідарність. Знову змінилося керівництво ПОРП, першим секретарем ЦК замість Герека став Станіслав Каня. В апараті й активі ПОРП відбувався розкол. Прихильники реформ створювали «горизонтальні структури». Консолідувався й ортодоксально-комуністичний «партійний бетон», який виступав за придушення «Солідарності», жорстку партократію, ідеологічну монополію.
Провідним організатором і «сірим кардиналом» догматиків варшавської парторганізації виступав Ришард Гонтаж. Діяв у тісному контакті з першим секретарем Варшавського комітету ПОРП Станіславом Кочелеком, членом Політбюро та секретарем ЦК Тадеушем Грабським, заступником міністра внутрішніх справ Адамом Кшиштопорським, начальником ІІІ департаменту РБ Генриком Вальчинським. Гонтаж формував оргструктури «бетону», проникав на варшавські заводи, влаштовував зустрічі та мітинг. За найактивнішою участю Гонтажа було створено ортодоксальний клуб Варшава 80, 16 травня 1981 року засновано друкований рупор «бетону» тижневик «Rzeczywistość», 17 вересня 1981 року організовані Гонтажем структури офіційно заснували Асоціацію клубів «Реальність». Розгалужена структура «Реальності» у різних воєводствах координувала регіональні «бетонні» організації — типу столичної «Варшави 80», KFP у Катовиці, PFK у Познані, RSK у Щецині.
Також Гонтаж брав участь у створенні націонал-комуністичного об'єднання «Грюнвальд». Був одним з організаторів першої резонансної акції «Грюнвальда» — варшавського мітингу 8 березня 1981 року біля будівлі Міністерства юстиції, насамперед будівлі МГБ. Ті, хто зібрався, зокрема Богдан Поремба, вшанували «чесних польських патріотів і комуністів, які стали жертвами терору сіоністської кліки Бермана — Ромковського». У пропаганді «Грюнвальда», як у «Листі 2000», був помітний характерний для Гонтажу мотив: проведення спадкоємства між сталіністами 1940—1950-х та дисидентами 1970—1980-х років на єврейській національній основі — у протиставленні «чесним комуністам».
Гонтаж був непримиренним супротивником «Солідарності». Однак він знову, як і 1976 року, виявив політичну креативність. Програмна стаття «Rzeczywistość» нагадувала про «боротьбу патріотичних лівих проти кумівства, зловживань, лицемірства та брехні у 1970-х роках, коли сьогоднішні реставратори капіталізму прославляли партію та Герека». Головною мішенню критики Гонтаж спочатку обрав не «Солідарність» і навіть не КОС-КОР, а колишнє гереківське керівництво та «партійних лібералів» на кшталт Мечислава Раковського й Анджея Верблана. «Реальність» — структура «партійного бетону», що тісно пов'язана з номенклатурою й органами держбезпеки — оголошувалась «породженням протесту, серпневої робочої хвилі». Однак такі декларації не викликали ні довіри, ні відгуку у робочих масах. Практичні дії Гонтажа та його сподвижників не залишали сумнівів у соціально-політичній суті.
У «Реальності» групувалися переважно представники консервативного партактиву, прокомуністична гуманітарна інтелігенція, ветерани ПРП/ПОРП, відставні офіцери міліції. Ідеологія та виступи — публікації «Rzeczywistość» (автором часто був сам Гонтаж), заяви, публічні заходи повною мірою висловлювали установки «партійного бетону»: придушення «Солідарності», повновладдя ПОРП, партійне чищення. Гонтаж озвучував найжорсткіші заклики, незручні для партійних функціонерів («ліберальному» заввідділу ЦК Юзефу Клясу він відверто погрожував). З відвертими заявами виступав член Політбюро Альбін Сивак, при якому Гонтаж часом виконував функції спічрайтера. Гонтаж та його сподвижники бачили себе авангардом «патріотичних лівих», можливо, ядром «бетонної» компартії у разі розпаду ПОРП.
Найважливішим ресурсом були самостійні контакти з посольствами СРСР, НДР, ЧССР, НРБ, УНР, Сирії, Лівії, з представниками КПРС, СЄПН, КПЧ. Особливі конфіденційні відносини пов'язували Ришарда Гонтажа з перекладачем сирійського посольства, членом СКП Мішелем Мунаєром — через нього надходило арабське фінансування «Реальності». Зі свого боку, «Rzeczywistość» регулярно публікувала статті про Близькосхідний конфлікт на підтримку режимів Хафеза Асада-старшого, Муаммара Каддафі й Організації визволення Палестини, з пафосним засудженням «ізраїльських агресорів».
У міру посилення ситуації, особливо після IX надзвичайного з'їзду ПОРП, Гонтаж схилявся до встановлення військового режиму. Він різко критикував за «нерішучість» першого секретаря ЦК Каню та навіть голову Ради міністрів і міністра оборони Войцеха Ярезульського. Але у жовтні «Реальність» підтримала затвердження генерала Ярузельського першим секретарем ЦК замість відставленого Кані, а 13 грудня 1981 року — запровадження воєнного стану.

### Зіткнення та поразка
Влада перейшла до Військової ради національного порятунку (WRON) на чолі з Ярузельським. «Реальність», на відміну від більшості організацій «неформального „бетону“», була відразу розпущена. З січня 1982 року головою асоціації став Тадеуш Грабський (у липні виведений з партійного керівництва). Незабаром відновився і вихід «Rzeczywistość». Ідеологом і залаштунковим організатором залишався Ришард Гонтаж.
Позиції «партійного бетону» не у всьому збігалися з політикою WRON й урядущою «Директорією». І Ґонтаж, і Грабський були прихильниками не військової, а партійно-ідеологічної диктатури. Гонтаж ультимативно ставив владі ідеологічні умови: непорушність «реального соціалізму», керівна роль партії, «класовий характер» зовнішніх спілок Польщі. Він заявляв, ніби «WRON не виправдовує очікувань», критикував Ярузельського за «потурання реставраторам капіталізму», особливо в економіці, посилаючись на Леніна, викривав «негідний центризм». Гонтаж був впевнений у підтримці партапарату, насамперед «бетонних» членів Політбюро Ольшовського (секретар з ідеології) та Мілевського (секретар із силових структур), а також у заступництві Брежнєва, Гонекера, Гусака. Тому він, не прорахувавши наслідків, йшов на небезпечний конфлікт.
Така політична поведінка не влаштовувала «Директорію». Проти «Реальності» було вжито серйозних заходів, чого самовпевнений Гонтаж явно не передбачав. Ярузельський публічно смикнув «Реальність». Політбюро ухвалило спеціальну постанову про «неприпустимість фракційних груп». У полеміку вступив прессекретар уряду Єжи Урбан — єврей за національністю та спадковий журналіст був сповнений рішучості прибрати з політики антисеміту та професійного конкурента Гонтажа. Партійні комітети розпочали кампанію проти «ультралівого сектантства». Жодного якого-небудь значного руху на підтримку «Реальності» у партапараті не виникло. Секретар ЦК КПРС і завідувач відділу зв'язків з комуністичними та робітничими партіями соціалістичних країн Костянтин Русаков рекомендував «лівим товаришам менше писати та більше співпрацювати у рамках ПОРП». Це був сигнал однозначної орієнтації на Ярузельського.
Жорсткий удар по Гонтажу та його організації завдала СБ. Було встановлено спостереження, завербовано співробітника редакції «Rzeczywistość» і розслідували таємні фінансові відносини Гонтажа з сирійцем Мунаєром. Міністр внутрішніх справ генерал Чеслав Кіщак, найближчий сподвижник Ярузельського, розцінив це як зв'язок з іноземною розвідкою — з усім, що з того випливає. Гонтажу довелося писати пояснювальну Мілевському та просити захисту. Але ні Мілевський, ні Ольшовський, попри ідеологічну близькість, не стали серйозно прикривати Гонтажа та «Реальність». Номенклатура ПОРП зміцнилася заходами воєнного стану та не потребувала «неформального „бетону“».
18 грудня 1982 року Політбюро ЦК ПОРП прийняло постанову про «недоцільність існування об'єднань, що порушують ідеологічну, політичну й організаційну єдність партії». 30 січня 1983 року Асоціація «Реальність» була розпущена (ліквідаційна процедура завершилася 29 грудня 1983 року). Ришард Гонтаж і його прихильники були виведені з редакції «Rzeczywistość», видання змінило характер і закрилося у 1985 році. Ришард Гонтаж не зазнав переслідувань, але його багаторічну політичну діяльність було припинено.

## Оцінки
Після 1983 року Ришард Гонтаж жив переважно приватним життям. Як сценарист, він брав участь у роботі над телесеріальною версією «Державного перевороту». Потім вийшов на пенсію. Жив з дружиною — балериною та хореографом Ельжбетою Яронь. Підтримував стосунки з колишніми сподвижниками щодо «Реальності» — Порембою, Філіпським, Юзефом Коссецьким й іншими. У подіях кінця 1980-х року — нової страйкової хвилі, Круглому столі, альтернативних виборах, ліквідації ПОРП і перетворення ПНР на Третю Річ Посполиту — участі не брав. Під псевдонімом Єжи Брохоцький видав книгу «Rewolta Marcowa — narodziny, życie i śmierć PRL» («Березневе повстання — народження, життя та смерть ПНР»). Помер Ришард Гонтаж у віці 87 років.
У 2001 році було опубліковано інтерв'ю Ришарда Гонтажа, в якому він виклав своє бачення політичної історії ПНР. Події 1968 року пояснював запобіжними діями Гомулки проти «єврейських офіцерів армії ПНР», які нібито готували переворот в ейфорії від ізраїльської перемоги у Шестиденній війні (при цьому Гонтаж із підкресленою повагою відгукується про Ізраїль, особливо ізраїльську армію). Свою підтримку Гомулки пояснював «вибором меншого зла» — проти «фракції пулав'ян» («єврейська течія у лівому русі»), Яцека Куроня та Кароля Модзелевського («з їхньою програмою — сумішшю троцькізму та маоїзму»). Називав себе «людиною Гонтажа та Польщі, а не людиною Мочара». Натякав на переслідування, яким піддавався з боку Гомулки та Зенона Клишка. Розписував популярність своїх виступів («Мені аплодували стоячи»). Позитивно відгукнувся про здобуття Польщею незалежності (за змістом — вихід з-під контролю СРСР), але критикував економічну політику — «лібералізм XIX століття», поширення бідності та корупції, загрозу втрати суверенітету (за змістом — підпорядкування США та ФРН). При цьому Гонтаж зазначив, що не ностальгує за ПНР, оскільки «очевидно, не має для цього підстав».
У 2010-х роках давнє знайомство з Ришардом Гонтажем було використано проти Малґожати Кідави-Блоньської — політика ліберальної партії «Громадянська платформа». Її фотографія з «офіцером СБ та головним діячем антисемітської кампанії» поширювалася з подачі консервативної партії «Право та справедливість». Кидава-Блоньська змушена була виправдовуватися.
Епізод із «фотокомпроматом» відбив ставлення до Ришарда Гонтажа у сучасній Польщі. Однак є й інший погляд на цю фігуру. Наприклад, Кшиштоф Войцеховський нагадує про звільнення Гонтажа з МГБ за викриття «катів із замку». Прийняття Гонтажа на службу до каральних органів Войцеховський мотивує прагненням «не допустити захоплення апарату безпеки євреями із СРСР». Автор писав про переслідування, яким Гонтаж піддавався за Гомулку; зазначав, що «на його захист не виступав ніхто». Нарешті, Войцеховський високо оцінює критику Гонтажем генерала Ярузельського та генерала Кіщака — «якого Міхнік називає „людиною честі“».
Подібні оцінки у Польщі залишаються великою рідкістю. В основному Ришард Гонтаж розглядається як функціонер комуністичного апарату насильства та пропаганди, ідеолог й організатор тоталітарного «бетону». Але й за такого розгляду часто відзначаються його ділові якості.